# شاهین علیا
شاهین علیا روستایی در دهستان سلیمان بخش سلیمان شهرستان زاوه استان خراسان رضوی ایران است. بر پایه سرشماری عمومی نفوس و مسکن در سال ۱۳۹۰ جمعیت این روستا ۱٬۴۲۰ نفر (در ۳۷۳ خانوار) بوده‌است.